# 1995 في الصين
فيما يلي قوائم الأحداث التي وقعت خلال عام 1995 في الصين.

## سياسة

### تعيين في المنصب
- 1 مارس – وو بانغ قوه نائب رئيس مجلس الدولة في جمهورية الصين الشعبية.

## مواليد

### أبريل
- 8 أبريل – وي شيهاو لاعب كرة قدم صيني.[1]

### يونيو
- 20 يونيو – كارول تشاو لاعبة كرة مضرب كندية.

### أغسطس
- 25 أغسطس – تشاو جيوي لاعب كرة سلة صيني.

### ديسمبر
- 12 ديسمبر – ليو فانجزو لاعبة كرة مضرب صينية.

## وفيات

### سبتمبر
- 25 سبتمبر – كيه تومياما (مواليد 1938) ممثل ياباني.